# Carasi
Carasi là một đô thị hạng 5 ở tỉnh Ilocos Norte, Philippines. Theo điều tra dân số năm 2007, đô thị này có dân số 1.435 người trong 214 hộ.

## Các đơn vị hành chính
Carasi được chia ra 3 barangay.
- Angset
- Barbaqueso
- Virbira